# Fire skizzer
Fire skizzer (Nederlands: Vier schetsen) is een verzameling composities van Agathe Backer-Grøndahl. De werkjes zijn geschreven voor piano solo. De componiste  was zelf (concert)pianiste. De verzameling is uitgegeven door Warmuth Musikforlag.
De vier werkjes hebben geen andere titel dan alleen een vermelding van de tempoaanduiding
- Allegretto leggiero (in C majeur)
- Allegretto leggiero (in As majeur)
- Allegretto semplice  (in A mineur)
- Allegretto grazioso (in as majeur)

Agathe Backer-Grøndahl heeft een aantal van die deeltjes gespeeld tijdens een concert in Göteborg op 4 december 1889. De nummers twee en drie voerde ze tijdens een soloconcert van haar uit op 5 maart 1890 in de Steinway Hall in Londen. Ze speelde toen ook haar opus 20, de Suite. 